# АВБбШв
АВБбШв — силовий кабель з алюмінієвими жилами, з ПВХ ізоляцією із захисним покриттям з двох сталевих стрічок, що накладені так, щоб верхня стрічка перекривала зазори між витками нижньої стрічки.

## Призначення
Кабель марки АВБбШв призначений для передачі і розподілу електроенергії в стаціонарних установках на номінальну змінну напругу 0,66 кВ і 1 кВ частотою 50 Гц.

## Застосування
Використовується для прокладки в землі (траншеях), приміщеннях, тунелях, каналах, шахтах (крім прокладки в блоках), а також на відкритому повітрі, якщо кабель не піддається значним зусиллям на розтяг, але при наявності небезпеки механічних пошкоджень в процесі експлуатації.

## Характеристика
- Струмопровідна жила — алюмінієва, однопроволочна або багатопроволочна, круглої або секторної форми
- Ізоляція — полівінілхлоридний пластикат (ПВХ)
- Діапазон температур експлуатації — від −50°С до +50°С
- Тривало допустима температура нагріву жил кабелів при експлуатації — +70°С
- Стійкість до горіння — не розповсюджують горіння при одиночному прокладанні